# フィラデルフィア (イタリア)
フィラデルフィア（イタリア語: Filadelfia）は、イタリア共和国カラブリア州ヴィボ・ヴァレンツィア県にある、人口約5,200人の基礎自治体（コムーネ）。

## 地理

### 位置・広がり

#### 隣接コムーネ
隣接するコムーネは以下の通り。括弧内のCZはカタンザーロ県所属を示す。
- クリンガ (CZ)
- フランカヴィッラ・アンジートラ
- ヤクルソ (CZ)
- ポリーア